# Aurach-Zenn-Platten
Die Aurach-Zenn-Platten (teilweise auch Aurach-Zenn-Bibert-Platten) sind eine naturräumliche Untereinheit des Mittelfränkischen Beckens. Laut der Aufgliederung der naturräumlichen Großregionen Deutschlands sind die Platten Teil des fränkischen Keuper-Lias-Landes, was zum Schwäbisch-Fränkischen Keuper-Lias-Land und das wiederum zum Südwestdeutschen Stufenland gehört. Es handelt sich um den Naturraum 113.60. Es befinden sich niedrige Täler, Hügel, also flachwellige Zonen im Keuper auf den Platten. Auf den flachen Höhen wird der Untergrund aus äolischem Burgsandstein (Löss) aufgebaut.
Der Name kommt von den Bächen Mittlere Aurach,  Zenn bzw. Bibert.